# Jon and Vangelis
Jon and Vangelis – duet złożony z kompozytora Vangelisa oraz wokalisty Jona Andersona znanego z zespołu Yes.

## Historia
Artyści jeszcze przed założeniem duetu współpracowali ze sobą. Vangelis rozważany był jako kandydat do objęcia posady klawiszowca w Yes po odejściu Ricka Wakemana w 1974, jednak ekscentryczny styl bycia kompozytora sprawił, że ostatecznie do Yes przyjęty został Patrick Moraz. Anderson i Vangelis nagrali kilka utworów, które znalazły się na płytach sygnowanych przez Vangelisa, m.in. So Long Ago So Clear z płyty Heaven and Hell z 1975.
Połączenie talentów kompozytorskich obu artystów, unikatowego brzmienia instrumentów elektronicznych Vangelisa oraz unikalnego wysokiego głosu Andersona, dało muzykę poruszającą i ciekawą. Pierwsza płyta spod szyldu Jon and Vangelis – Short Stories – ukazała się w 1980 roku. W Polsce szczególną popularnością cieszył się album The Friends of Mr Cairo o czym świadczył fakt, iż piosenka I’ll Find My Way Home zajęła pierwsze miejsce w notowaniu nr 1 Listy przebojów Programu Trzeciego.

## Dyskografia
- Short Stories (1980)
- The Friends of Mr Cairo (1981)
- Private Collection (1983)
- The Best of Jon and Vangelis (1984)
- Page of Life (1991)

## Inne nagrania
Istnieje co najmniej kilkanaście nagrań, które nie ujrzały światła dziennego, bądź zostały wydane w bardzo niewielkiej liczbie egzemplarzy. Do takich zaliczyć można chociażby wydany pod szyldem Yes nieoficjalny album Alternate Generator, na którym znalazły się wersje demo utworów takich, jak „All Through the Night” czy „The Arms of Love”. Spośród kilkunastu zamieszczonych na wydanej w liczbie 333 egzemplarzy płycie szerzej znane są tylko trzy utwory.
Do takich rarytasów można zaliczyć również single zawierające utwory, które nie znalazły się nigdy na pełnych albumach, np. „Sing With Your Eyes”, który miał się znaleźć docelowo na Page of Life.